# Nudo sul divano (Almaiisa)
Nudo sul divano (Almaiisa) è un dipinto a olio su tela (81 x116 cm) realizzato nel 1916 dal pittore italiano Amedeo Modigliani.
Fa parte di una collezione privata.
È uno dei numerosi nudi che hanno caratterizzato la produzione dell'artista italiano. La donna ritratta era una modella algerina.